# 阿米斯克虫
阿米斯克虫是一种动物，发现于寒武纪中期，在加拿大不列颠哥伦比亚省的伯吉斯页岩和中国云南省澄江生物群都有化石出土。它目前被解释为是毛颚动物的成员。

## 词源学
具有箭型阿米斯克虫（Amiskwia sagittiformis）和中华阿米斯克虫（Amiskwia sinica）两种。
属名Amiskwia源自克里语amiskwi，意思是“河狸的尾巴”，故常常被称为“河狸虫”。模式种的种加词来自于拉丁语的sagitta (“箭头”)和formis (“形”)，指的是阿米斯克虫标本的总体外观。另一物种A. sinica的“Sinica”是指该物种起源于中国。

## 描述

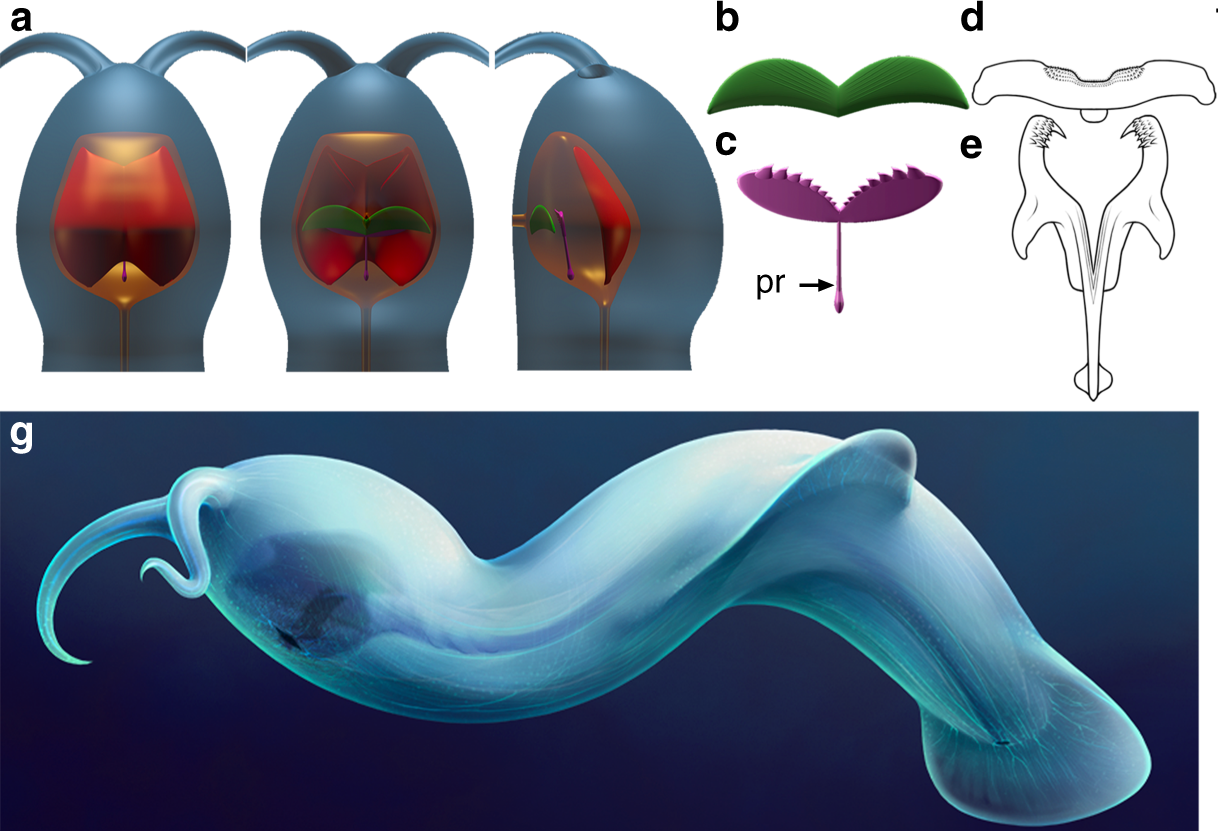
如图，显示口中颚齿和口板的排列 (a) 腹口板 (b) 和颚 (c) 的形态，与颚口动物的同源结构 (d,e) 进行比较，以及阿米斯克虫的复原图(g) 。

已知的阿米斯克虫标本长度为7.3~31.3mm，宽度为0.5~5.5mm。身体较为扁平。头部正中间有一对触手向前伸出。这一对触手的基部较为粗壮，随着向末端延伸而不断变细。阿米斯克虫的躯干两侧有一对侧鳍，占体长约三分之一。躯干末端有一个平坦的尾鳍，近乎圆形，与河狸尾巴较为相似——这也是它们属名的来源。
阿米斯克虫的消化管是直的，从嘴一直延伸到肛门，它的肛门位于身体腹侧靠近尾鳍的地方。口内有一对半圆形结构，叫做“颚齿”——一对颚齿构成了颚。每个颚齿都带有8-10个圆锥形尖刺，这些尖刺由内向外逐渐变大。口腔中还存在另外两个结构，称为“背口板”和“腹口板“。

## 生态学
阿米斯克虫很可能是一种自游生物，它们可能是捕食者，也可能食腐。

## 研究历史
阿米斯克虫最初是由古生物学家Charles Walcott所分类的。Walcott认为他在化石的口部附近看到了三跟口刺，因此将它归类为毛颚虫（即箭虫）。然而，阿米斯克虫似乎缺乏其他伯吉斯化石箭虫特有的抓握刺和颚齿。于是，之后的科学家提出：阿米斯克虫可能与纽虫有密切关系，但证据有些不足。
20世纪70年代，当Conway Morris重新审视伯吉斯页岩的动物群时，他把阿米斯克虫描述为一个未知门类中，唯一已知的物种——这是因为它的口部附近具有两个触手，而不是现在我们熟知的纽形动物特有的单个触手。 （事实上，纽形动物也是一对触手而不是单个，Morris很可能是把纽形动物可外翻的“长鼻”结构当作了触手——这个结构通常是远洋纽形动物形成化石的部分）。
Butterfield从化石的外观暗示：阿米斯克虫的体表可能缺乏角质层：虽然纽虫也是如此，但纽形动物没有体腔，因此形成化石基本上不太可能。随后，他指出：毛颚动物没有角质层结构。并且，他预计阿米斯克虫会有牙齿，但是当时并没有发现。不过，鉴于与之类似的诸如威瓦亚虫的化石仅在10%的情况下类似结构，而奇虾类的口锥经常与躯体分离。因此，阿米斯克虫化石中牙齿结构缺失很可能是因为后天埋藏导致的，而不能说明它们在生活的时候就是这样。没有刺可能仅仅意味着这些化石代表了年轻的生物体，抑或许意味着毛颚动物的演化有幼态延续的因素。
2019年发表的两项研究对于阿米斯克虫进行了重新描述。Vinther 和 Parry再次将它置于毛颚动物门中，并认为它们属于毛颚动物的干群，而 Caron 和 Cheung认为：它们仅仅属于有颚动物（Gnathifera），因为该生物的嘴中存在颌状的颚和口板。而它在这个类群中的精准谱系则很难确定。他们认为，如果要强行将阿米斯克虫放在现生门类中，那么颚口动物门是最为合适的。2022年的一项研究，支持了毛颚动物干群的解释，这说明颌状颚的结构毛颚动物的祖先中，就已经丢失了。2024年的一项研究再次支持了阿米斯克虫位于毛颚动物门的假说。